# Teté Puebla
Delsa Esther Povoa Viltre, conhecida como Teté Puebla (Yara, 9 de dezembro de 1940) é uma militar e política cubana, veterana da Revolução Cubana e Heroína da República de Cuba.
Foi guerrilheira na Serra Maestra em 1957 e pertenceu ao Pelotão Mariana Grajales, Las Marianas. Em 1994 foi ascendida ao grau de coronel das Forças Armadas Revolucionárias de Cuba, e em 24 de julho de 1996 a general-de-brigada convertendo-se na primeira mulher general de Cuba. Atualmente é chefe do Escritório de Atenção a Combatentes e deputada na Assembleia Nacional do Poder Popular.

## Trajetória
Seu pai era camponês e sua família pertencia ao Movimento 26 de Julho. Tem oito irmãos e foi criada por seus avôs. Queria estudar para ser professora.
Em sua juventude, participou na Revolução Cubana apoiando ao Movimento 26 de Julho. Vendeu títulos, movimentou bombas e armas até que em 1957, aos 16 anos, decidiu também se tornar guerrilheira e escalar a Serra Maestra. Quando se apresentou, disse a Fidel que tinha 17 anos. Realizou diversas missões por parte da Comandancia em Santiago de Cuba e integrou o Pelotão Mariana Grajales. Participou da marcha ao lado de Fidel Castro durante a "Caravana da Liberdade" e mais tarde ajudou a cuidar das famílias dos combatentes.
Em 4 de janeiro de 1959 retornou a Santiago de Cuba. Ela foi nomeada diretora do Departamento de Assistência às Vítimas de Guerra (em castelhano:  Departamento de Asistencia a las Víctimas de la Guerra). Em 24 de maio de 1959, foi promovida ao posto de capitã.
Em fevereiro de 1963 situou-se à frente do Departamento de Educação no Estado-Maior do Exército Oriental, de onde recrutou professores para alfabetizar os rebeldes, ensinando-os a ler e escrever. Em agosto de 1964, ela foi designada para administrar as Fazendas Infantis para órfãos de guerra e a Seguridade Social no Exército Ocidental. Em abril de 1966 foi transferida para o Estado-Maior de uma unidade especial, para atender às necessidades das famílias dos combatentes que cumpriam missões no exterior. Em março de 1969, por ordem do Comandante-em-Chefe, Fidel Castro, passou a dirigir o Plano Pecuário Guaicanamar, na região de Jaruco, na província de Havana.
Em outubro de 1978 serviu como chefe da secção militar do Partido Comunista na mesma província, até que em 1985 assumiu a direcção do Cuidado aos Combatentes, Familiares dos Internacionalistas e Mártires da Revolução (em castelhano:  Atención a Combatientes, Familiares de Internacionalistas y Mártires de la Revolución). Em 1994 foi promovida ao posto de coronel e, em 24 de julho de 1996, ao posto de general-de-brigada das Forças Armadas Revolucionárias de Cuba, tornando-se a primeira mulher na história de Cuba a ocupar este posto militar.
Em 2008 foi eleita deputada à Assembleia Nacional do Poder Popular de Cuba na VII Legislatura na Comissão Permanente de Defesa. Em 2013 foi reeleita deputada na VIII legislatura. Também foi membro do Comitê Nacional da Federação das Mulheres Cubanas.

## Condecorações
Em 2 de dezembro de 2001, ela foi condecorada por Fidel Castro como Heroína da República de Cuba, a mais alta honraria conferida pela nação cubana.

## Vida pessoal
Em 1960 casou-se com Raúl Castro Mercader, atualmente general-de-brigada das FAR, e é mãe de três filhos, Fidel, Raúl e Laura, e tem cinco netos.